# Adolphe Smith
Adolphe Smith (1846–1924) byl anglický novinář a fotograf.

## Život a dílo
Pracoval v redakci Royal Geographic Society jako novinář a byl známý svými radikálními postupy.
V Londýně spolupracoval s fotografem Johnem Thomsonem, se kterým se od roku 1866 znali z redakce Royal Geographic Society. Společně pracovali při výrobě měsíčníku Street Life in London v letech 1876–1877. Projekt dokumentoval textem a na fotografiích životy lidí z ulice Londýna a jednalo se o průkopnické využití sociálně dokumentární fotografie ve fotožurnalistice. Série fotografií byla později vydávána v knižní formě v roce 1878 pod stejným názvem: Street Life in London a kniha je považována za klíčové dílo v historii dokumentární fotografie.

## Galerie

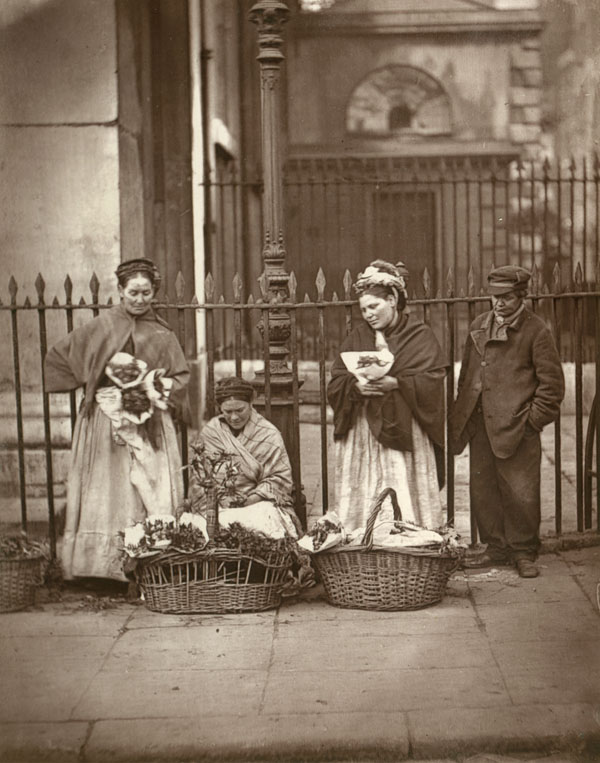
Street Life in London, 1877
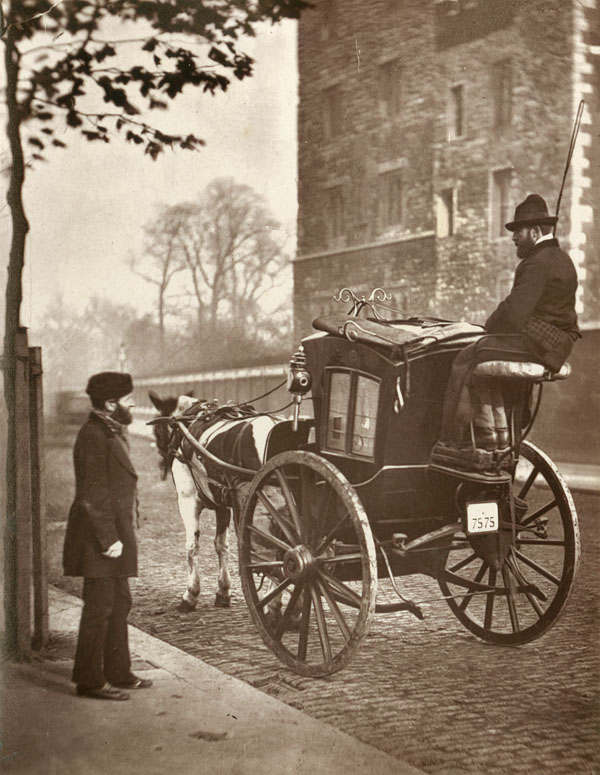
Street Life in London, 1877
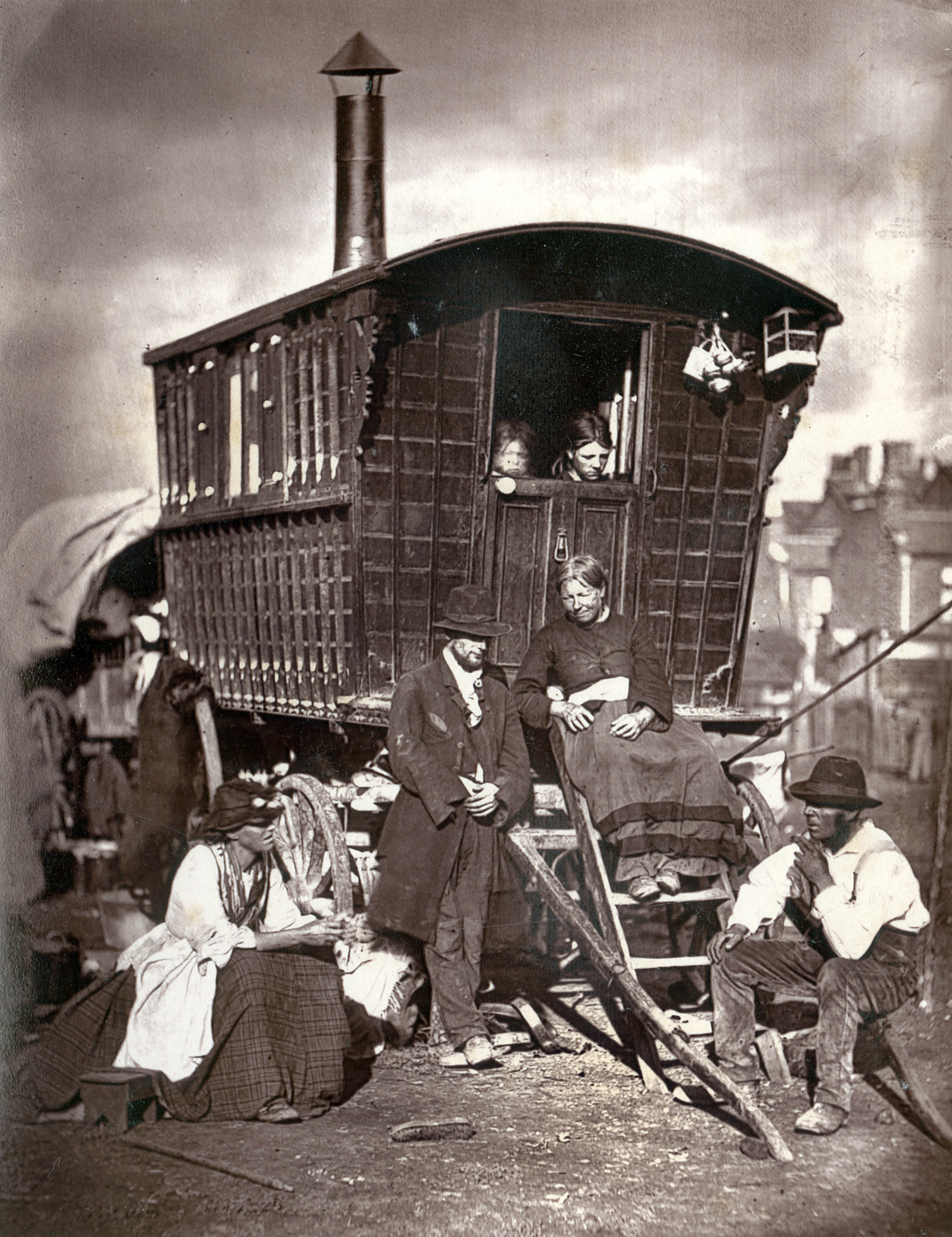
Street Life in London, 1877
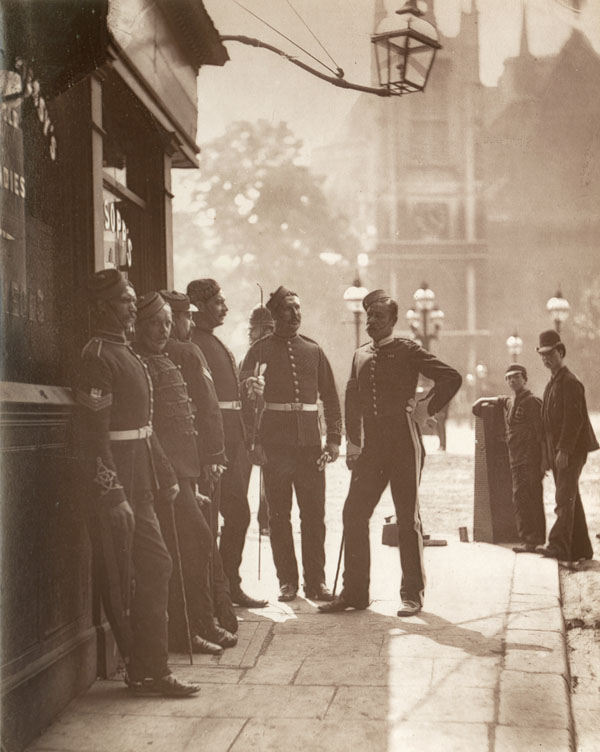
Street Life in London, 1877